# Parco archeologico di Serra di Vaglio
Il parco archeologico di Serra di Vaglio è un sito archeologico situato nel comune di Vaglio Basilicata in località Serra di Vaglio. Si trova a 1100 m s.l.m., su un'elevazione che domina la via di comunicazione lungo la valle del Basento, tra la colonia greca di Metaponto e le zone dell'interno e i centri tirrenici della Campania meridionale.
Dal dicembre 2014 il Ministero per i beni e le attività culturali lo gestisce tramite il Polo museale della Basilicata, nel dicembre 2019 divenuto Direzione regionale Musei.

## Descrizione
La prima fase dell'abitato risale all'VIII secolo a.C., con nuclei di capanne separati da zone per le sepolture. Questo abitato è stato attribuito a popolazioni indigene identificate con i Peuketiantes, ricordati dallo storico Ecateo di Mileto, caratterizzate dalla sepoltura dei morti in posizione fetale.
Alla fine del VII secolo a.C. sul lato orientale, alle pendici dell'altura, fu costruita una residenza principesca, fornita di decorazioni architettoniche in terracotta dipinta di tipo greco, dovute probabilmente agli artigiani di Metaponto.
All'élite aristocratica della città sono riferibili le tombe rinvenute nella vicina necropoli di Braida di Vaglio tra il 1994 e il 1995 e datate tra la fine del VI e la metà del V secolo a.C. I corredi delle sepolture (nove coperte da un tumulo di pietra) sono di grande ricchezza, come manifestazione del potere della famiglia, e testimoniano l'adozione di usi greci da parte delle classi dominanti locali: vi si trovano infatti vasi in bronzo e ceramiche da mensa di importazione etrusca o greca, legati al rito del banchetto. Anche le armi degli uomini e i gioielli delle donne sono di tipo greco. Particolarmente ricchi i gioielli di una "principessa", morta bambina, e rivestita probabilmente degli ornamenti destinati alla futura cerimonia di nozze, tra cui notevoli pendenti e perle di collana in ambra. I corredi delle tombe sono esposti nel Museo archeologico nazionale della Basilicata, a Potenza.
I Lucani occuparono il territorio nel corso del V secolo a.C., stabilendo una serie di insediamenti fortificati sulle alture, che dominavano piccoli insediamenti agricoli nel fondovalle. Nel IV secolo a.C. l'abitato di Serra di Vaglio venne cinto da mura difensive di 2,5 km di lunghezza. Le mura furono costruite con una tecnica di tipo greco, a doppia cortina: quella esterna con blocchi parallelepipedi irregolari di arenaria (su ciascuno dei quali sono incise lettere greche relative all'organizzazione dei lavori di costruzione), mentre quella interna presenta le pietre con faccia a vista non rifinita. Sulle porte, affiancate da torri, si trova un'iscrizione che riporta il nome del magistrato cittadino che aveva curato i lavori (Nummelos).
Agli inizi del III secolo a.C. la città venne distrutta da un incendio e abbandonata.
Nel sito ha avuto luogo un'esperienza di archeologia sperimentale con la quale è stato interamente ricostruito, utilizzando tecniche costruttive del periodo, un edificio del IV secolo a.C. denominato "la casa dei pithoi: essa presenta uno spazio suddiviso in tre vani con impianto di muri divisori, e con muri perimetrali di riutilizzo, di cui quello occidentale fu utilizzato per l'appoggio ad altri due vani ed una scala per l'accesso al piano superiore. La denominazione "casa dei pithoi" deriva dal ritrovamento in un ambiente, chiaramente di deposito, di quattro grandi pithoi utilizzati per le derrate alimentari e tenuti in fila da pietrame.